# Leuconycta vesta
Leuconycta vesta är en fjärilsart som beskrevs av William Schaus 1894. Leuconycta vesta ingår i släktet Leuconycta och familjen nattflyn. Inga underarter finns listade i Catalogue of Life.